# مركز التجارة العالمي 7
مركز التجارة العالمي 7 (بالإنجليزية: 7 World Trade Center) هو مبنى يقع في مدينة نيويورك بمواجهة مركز التجارة العالمي في مانهاتن السفلى، وهو ضمن المجموعة التجارية لمركز التجارة العالمي. كما أن هذا المبنى هو الثاني من نوعه الذي يحمل نفس الاسم والعنوان في نفس الموقع. فالمبنى القديم - الذي تم الانتهاء من بنائه عام 1987- دُمِّر بعد انهيار البرجين التوأمين في أحداث 11 سبتمبر. تم افتتاح مركز التجارة العالمي7 الحالي عام 2006، وشغل مساحة من موقع المبنى القديم لمركز التجارة العالمي7. قام «لاري سيلفرشتاين» - والذي يملك حق استثمار الموقع من هيئة موانئ مدينتي نيويورك ونيوجيرسي - بتطوير كلا المبنيين.
كان يبلغ علو المبنى القديم 47 طابقاً، مكسواً من الخارج بالطوب الأحمر، أساسه على شكل رباعي، كما أنه يحتوي على ممر مرتفع يربط المبنى بساحة مركز التجارة العالمي. يقع المبنى أعلى محطة كهرباء كونسوليدايتد إديسون المعروفة ب (Con Ed) مما فرض قيود لتصميم هيكلي فريد من نوعه. عندما تم افتتاح المبنى عام 1987، واجه «سيلفرشتاين» صعوبات في جذب المستأجرين، لكن في عام 1988 وقَّعت شركة «سالومون براذرز» عقد طويل الأجل وأصبحوا المستأجرين الأساسيين للمبنى. في أحداث 11 سبتمبر 2001 دُمِّر المبنى بسبب الحطام الناتج عن انهيار البرج الشمالي لمركز التجارة العالمي المجاور للمبنى. كما تسبب الحطام في اشتعال الحرائق والتي استمرت في الاشتعال طوال فترة ما بعد الظهر في الطوابق السفلى من المبنى. يفتقر نظام اخماد الحرائق الداخلي بالمبنى إلى ضغط الماء لاخماد الحرائق، وانهار المبنى تماماً في تمام الساعة 05:21:10 مساءً. بدأ الانهيار عندما انثنى العمود الداخلي الأساسي وأدى ذلك إلى انهيار البنية في جميع أنحاء المبنى، والتي كانت واضحة للعيان من الخارج بالإضافة إلى انهيار البنية العلوية للمبنى في تمام الساعة 05:20:33 مساءً.
بدأ إنشاء المبنى الجديد لمركز التجارة العالمي 7 عام 2002، وتم انهائه عام 2006. يبلغ ارتفاع المبنى الجديد 49 طابقاً (بالإضافة إلى الدورالأرضي) مما جعله يحتل المرتبة ال 28 لأطول المباني في نيويورك. تم بناء المبنى الجديد على مساحة أصغر من المبنى القديم ليسمح لشارع «غرينتش» أن يتم استعادته من «تريبيكا» من خلال موقع مركز التجارة العالمي وجنوباً حتى «باتري بارك». المبنى الجديد محاط بشوارع غرينتش، فيسي، واشنطن وباركلاى. توجد أيضاً حديقة صغيرة بمحاذاة شارع «غرينتش» حيث يشغل جزء منها مساحة كانت جزءاً من موقع المبنى القديم. التصميم الحالي لمركز التجارة العالمي 7 مَبني على أسس آمنة، وأساسات أسمنتية مقواه، وأروقة أوسع، وأعمدة من الصلب أكثر سمكاً ومقاومة للحرائق كما يحتوي على العديد من الميزات المحافظة على البيئة. كان المبنى أول مبنى تجاري يحصل على شهادة (LEED) في الريادة في تصميمات الطاقة والبيئة من المجلس الأمريكي للأبنية الخضراء حيث حاز على تصنيف ذهبي، كما أنه واحداً من أوائل المشروعات التي تم قبولها لتكون جزءاً من البرنامج التجريبي للمجلس على الريادة في تصميمات الطاقة والبيئة والتصميم الداخلي والخارجي (LEED-CS).

## المبنى القديم لمركز التجارة العالمي 7 (1983-2001)

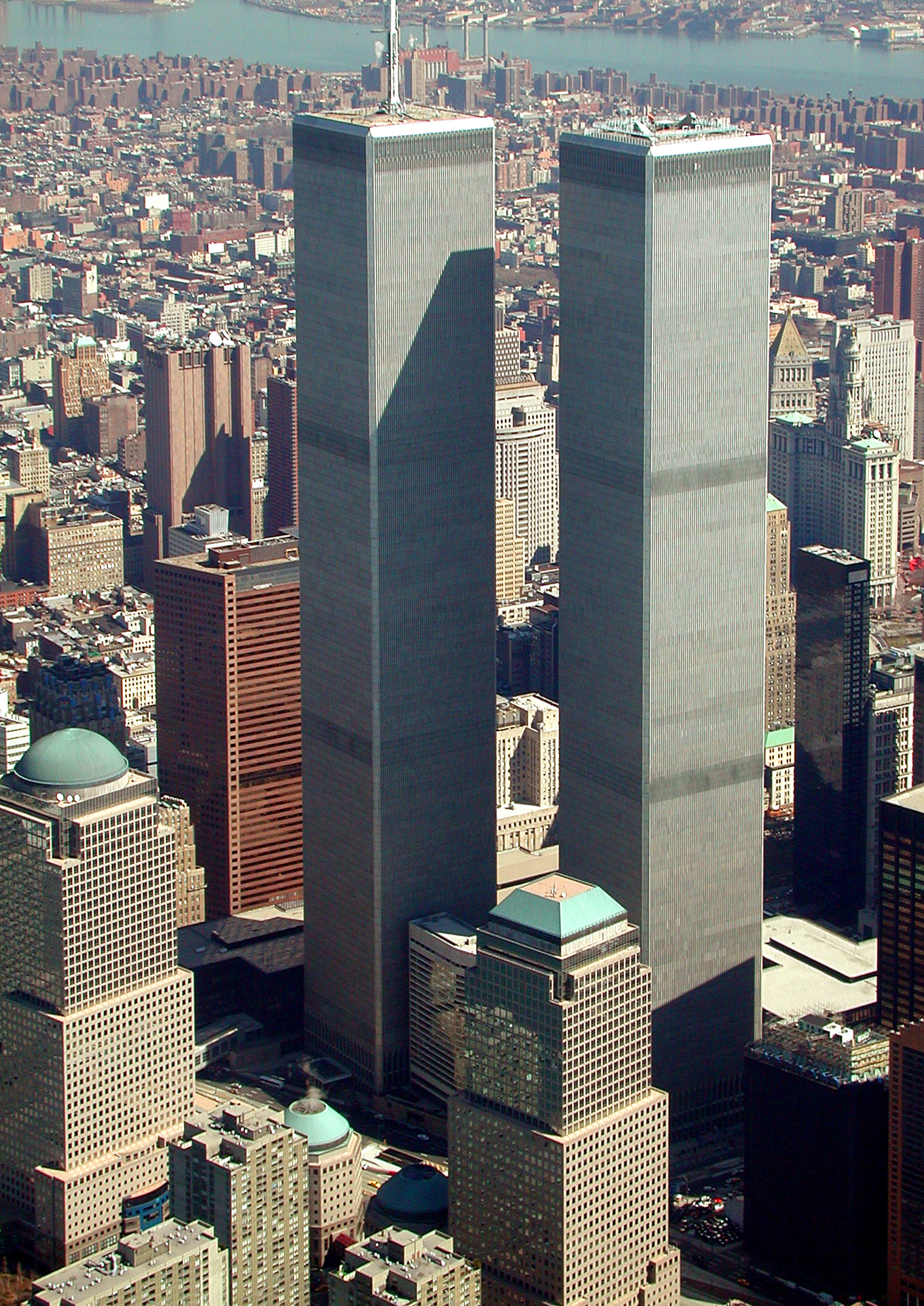
المبنى القديم لمركز التجارة العالمي 7، يقع خلفه المبنى المغطى باللون الأحمر وعلى يسار البرجين التوأمين. (المشهد من الناحية الجنوبية الشرقية.)

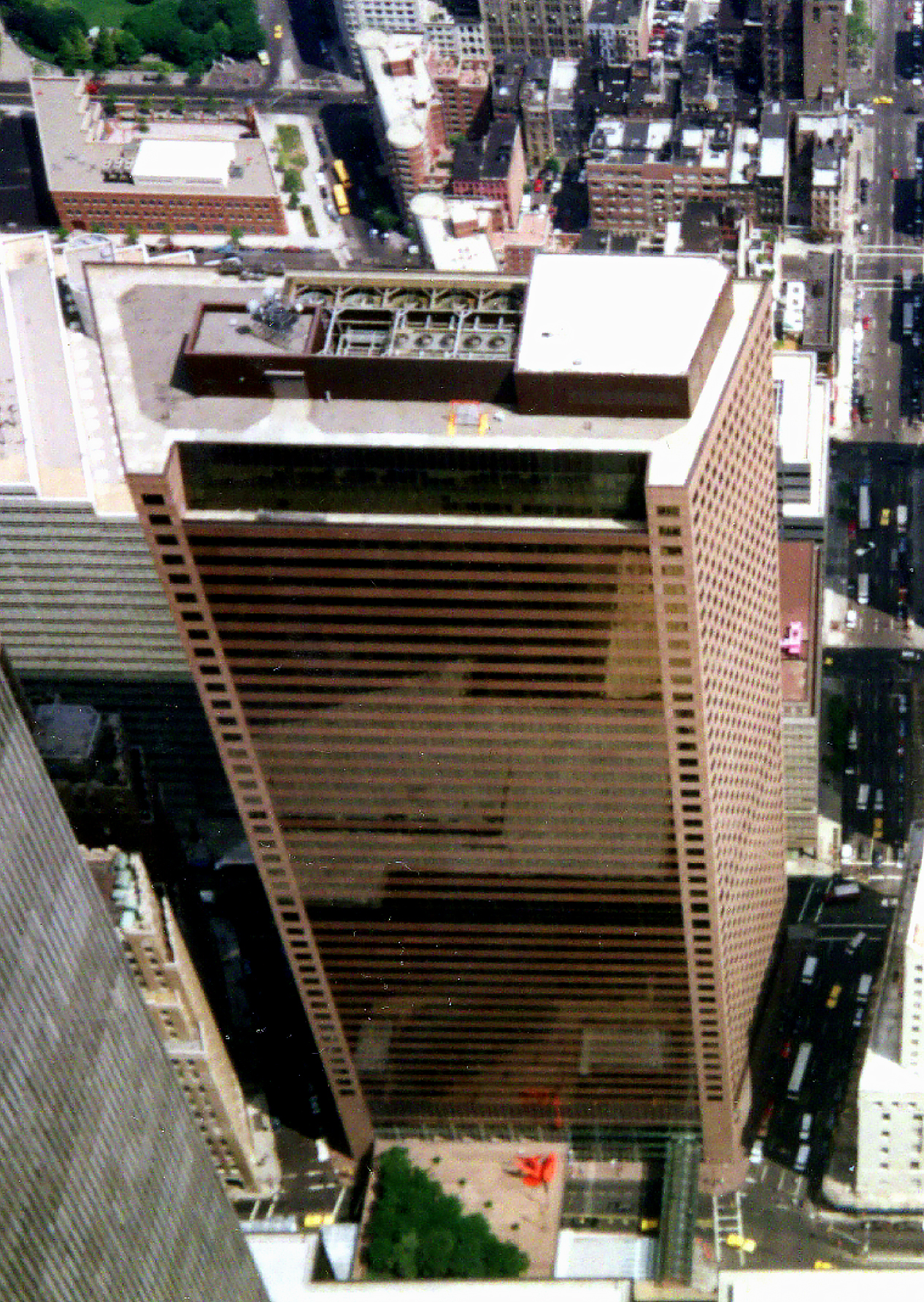
المبنى القديم لمركز التجارة العالمي 7 من أعلى مركز التجارة العالمي، 14 أغسطس 1992.

قامت شركة «إيمري روث أند سانز» بتصميم المبنى القديم لمركز التجارة العالمي 7، حيث يتكون المبنى من 47 طابقٍ كما أن واجهته مغطاه بالجرانيت الأحمر. كان علو المبنى 610 قدم «أي 190 متر»، والأرضية على شكل رباعي حيث يبلغ طولها 330 قدم «أي 100 متر»، وعرضها 140 قدم «أي 43 متر». شرعت شركة «تشمان للعقار والتشييد» في إنشاء المبنى عام 1983 ، وتم افتتاحه في مارس 1987، ليصبح بذلك المبنى السابع لمركز التجارة العالمي.
كان قد تم إنشاء المبنى أعلى محطة كهرباء كونسوليدايتد إديسون والتي تم تشييدها منذ عام 1967. تم تأسيس المحطة على أساسات مكونة من غرف ضغط للعمل تحت الماء لتتحمل في المستقبل بناء 25 طابق تتسع ل600,000 قدم مربع «أي 56,000 متر مربع»، لكن التصميم الأخير لمركز التجارة العالمي 7 بلغ عدد من الطوابق أكبر بكثير من المخطط له قبل ذلك عندما تم بناء محطة كهرباء. وفقاً للتصميم الهيكلي لمركز التجارة العالمي 7، تم استغلال نظام الجاذبية لتثبيت أعمدة بين الطابقين الخامس والسابع لنقل الجمالونات والعوارض إلى الطوابق السفلى. كما أن تم استخدام غرف الضغط للعمل تحت الماء القديمة بالإضافة إلى الجديدة لكى تتلائم مع ضخامة المبنى. يقوم الطابق الخامس بدور الغشاء الصلب حيث يوفر الاستقرار الجانبي ويوزع الأحمال بين غرف الضغط للعمل تحت الماء القديمة والجديدة. أما أعلى الطابق السابع تم إنشاء هيكل المبنى ليكون تصميم نموذجي للهيكل الأنبوبي؛ فتمت بناء أعمدة في وسط المبنى وعلى محيطه إلى جانب إطارات مقاومة للعزوم والتي تتحمل القوى الأفقية.

نقل الجمالونات المستخدمة في الطوابق من الخامس إلى السابع لإعادة توزيع الأحمال إلى الأرضية

يقع رصيف الشحن والاستلام – الذي كان له دور هام في خدمة مجمع مركز التجارة العالمي- في الجزء الشرقي من موقع مركز التجارة العالمي 7, كما أن تم فتح المبنى أسفل الطابق الثالث ليوفر مساحة لعربات النقل للتحرك على رصيف الشحن. كان يستخدم المونوكوت – المصنوع من الجبس – في صورة رذاذ على المكونات الهيكلية الفولاذية لمقاومة الحرائق. يستطيع المونوكوت مقاومة الحرائق لمدة ساعتين بالنسبة للجمالونات والعوارض المعدنية والفولاذية، ولمدة ثلاث ساعات للأعمدة.
كان قد تم تزويد الطوابق من الرابع حتى السابع بالمعدات الميكانيكية والتي تتضمن 12 محول في الطابق الخامس. كما استفاد العديد من المستأجرين – مثل «سالومون سميث بارني» ومكتب إدارة الطوارئ – من استخدام مولدات الطوارئ العديدة. لكى يتم تزويد المولدات بالوقود، تم تخزين 24,000 غالونات «أي 91,000 لتر» من وقود الديزل «السولار» تحت الطابق الأرضي. تقع العناصر الداعمة لزيت الوقود في الطابق الأرضي وصولاً إلى الطابق التاسع. بعد تفجير مركز التجارة العالمي 1993 ، قرر رودي جولياني – عمدة مدينة نيويورك – نقل مركز إدارة الطوارئ وخزانات الوقودالمرتبطة بها إلى مركز التجارة العالمي 7. على الرغم ما واجه هذا القرار من انتقادات في ضوء أحداث 11 سبتمبر، فإنه لا يُعتقد أن الوقود الوجود بالمبنى كان أحد أسباب انهيار المبنى. كما أن سطح المبنى يحتوي على سقيفة غربية صغيرة وسقيفة ميكانيكية شرقية أكبر.
كانت تصل مساحة كل طابق إلى 47,000 قدم مربع «أي 4,400 متر مربع» من المساحات المكتبية للإيجار، والتي جعلت مساحة هذا المبنى تفوق معظم مباني المكاتب في المدينة. تبلغ المساحة المكتبية في مركز التجارة العالمي 7 ككل 000, 868, 1 قدم مربع «أي 173,500 متر مربع». يوجد جسران للمشاة يربطان مجمع مركز التجارة العالمي الرئيسي بالطابق الثالث من مركز التجارة العالمي 7 عبر شارع فيسي. كما يوجد ثلاث لوحات جدارية للفنان «ال هيلد» معلقة في مركز التجارة العالمي 7 وهي: الدائرة الثالثة، دول الشمال الثانية عشر، وفورسيز السابع.

### الطوابق

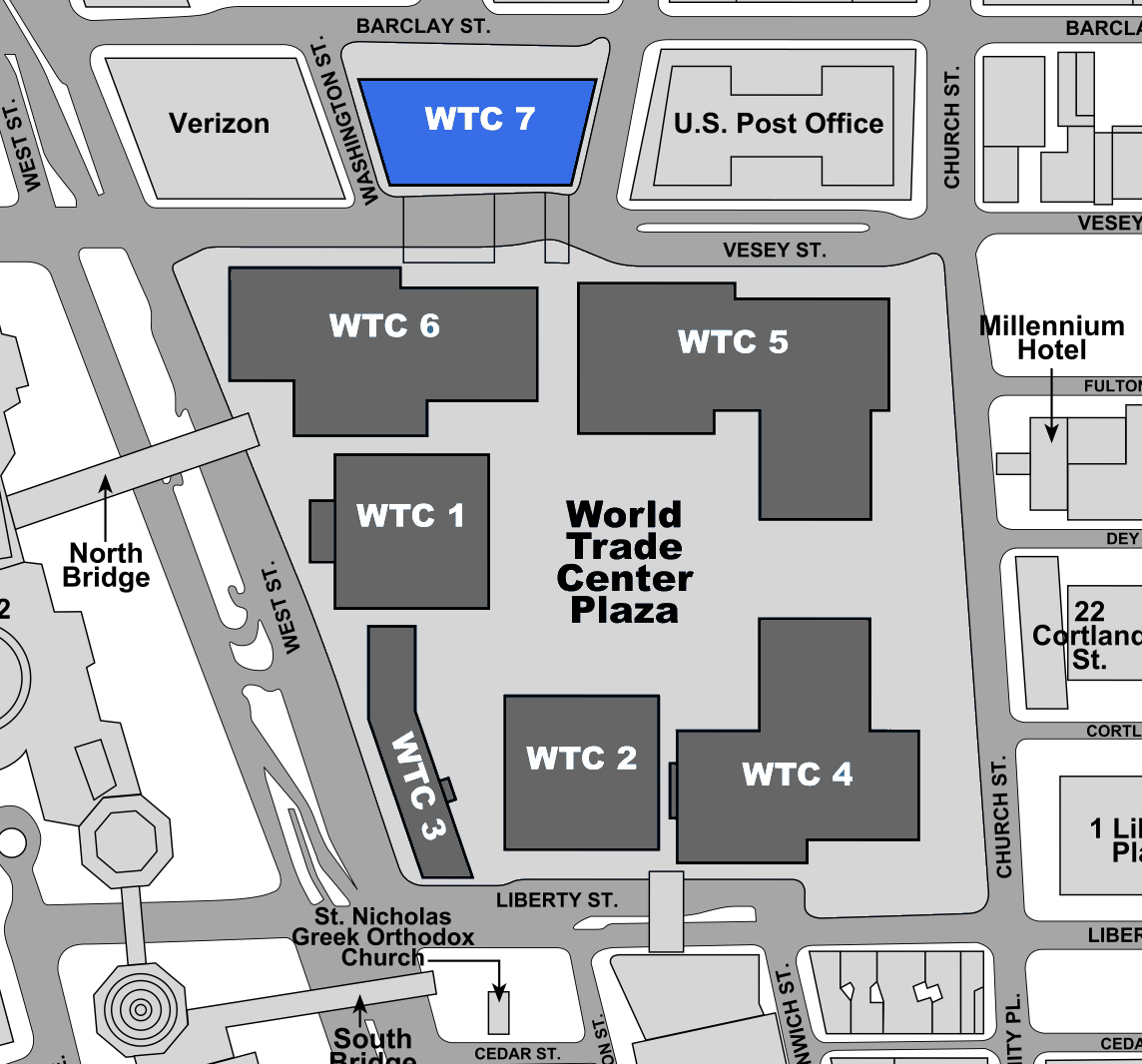
موقع المبنى 7 بالنسبة للمباني الأخرى لمركز التجارة العالمي قبل أحداث 11 سبتمبر، 2001

في يونيو 1986 قبل الانتهاء من إنشاء المبنى، وقع «لاري سيلفرشتاين» عقد إيجار مع شركة «دريكسيل برنهام لامبرت» لتأجير مركز التجارة العالمي 7 لمدة 30 عاماً مقابل 3 بليون دولار. في ديسمبر1986 بعد خدعة «إيفان بويسكي» في قضية الإتجار بالمعلومات الداخلية، ألغت شركة «دريكسيل برنهام لامبرت» عقد الإيجار مما دفع سيلفرشتاين للبحث عن مستثمرين آخرين. وافقت شركة «سبايسر آند أوبينهايم» على عقد إيجار 14% من المبنى ولأكثر من عام، وذلك نتيجة ليوم الاثنين الأسود والعوامل الأخرى التي أثرت سلباً على السوق العقارية لمانهاتن السفلى، والذي قضى على فرص سيلفرشتاين للحصول على مستأجرين للمساحة الباقية. في أبريل 1988 اضطر سيلفرشتاين إلى خفض سعر الإيجار والقيام بالعديد من التنازلات.
في نوفمبر 1988 تراجعت شركة سالومون براذرز عن خطط لبناء مبنى متعدد الطوابق في دائرة كولومبوس وسط مدينة مانهاتن، كما وافقت على عقد إيجار لمدة 20 عاماً لاستثمار الطوابق التسعة عشر العليا لمركز التجارة العالمي 7. في عام 1989 تم تجديد المبنى على نطاق واسع لتلبية احتياجات سالومون براذرز، مما أدى إلى تسمية بديلة للمبنى بوصفه مبنى شركة سالومون براذرز. تمت إزالة ثلاثة طوابق كان قد تم الانتهاء من بناءها بينما يستمر المستثمرين في استئجار الأدوار الأخرى، كما تم تزويد المبنى بأكثر من 350 طن من الصلب لتشييد ثلاثة طوابق للتجارة مضاعفة الارتفاع. تم تزويد الطابق الخامس بتسعة مولدات للديزل كجزء من محطة الطاقة الاحتياطية. كما أضاف مدير أملاك مقاطعة سيلفرشتاين «في الأساس تقوم شركة سالومون براذرز بإنشاء مبنى داخل المبنى وهذا مبنى في يد المستثمرين مما زاد الموقف تعقيداً». أضاف أيضاً «لاري سيلفرشتاين» أن هذه المهمة المعقدة محتملة الحدوث؛ لأن المبنى تم تصميمه على أساسات تضمن الحفاظ على سلامة هيكل المبنى في حال تمت إزالة أقسام كاملة من الطوابق، على افتراض أنه من المحتمل أن يوجد مستثمر يحتاج إلى ارتفاع مضاعف من الطوابق.
في نفس وقت أحداث 11 سبتمبر2001، كان «سالومون سميث بارني» حتى ذلك الوقت أكبر المستثمرين لمركز التجارة العالمي 7، حيث يستثمر مساحة 1,202,900 قدم مربع (111,750 متر مربع) ما يعادل 64% من مساحة المبنى، وتتضمن هذه المساحة الطوابق من 28 حتى 45. يستثمر العديد من المستأجرين أيضاً مساحات عظمى من المبنى ومنهم: «مجموعة هارتفورد انشورنس آى تي تي» مساحة (122,590 قدم مربع/ 11,400 متر مربع)، البنك الدولي «أمريكان إكسبريس» مساحة (106,117 قدم مربع/ 9,900 متر مربع)، بنك «ستاندرد تشارترد» مساحة (111,398 قدم مربع/ 10,350 متر مربع)، و «سيكيوريتيز آند اكستشينج كوميشن» مساحة (106,117 قدم مربع/ 9,850 متر مربع). كما يوجد مستثمرين لمساحات أقل كالمجلس الإقليمي لدائرة الإيرادات الداخلية مساحة (90,430 قدم مربع/ 8,400 متر مربع)، و«جهاز الخدمة السرية» مساحة (85,343 قدم مربع/ 7,900 متر مربع). أما قائمة المستثمرين لأقل المساحات تتضمن «مكتب مدينة نيويورك لإدارة الطوارئ»، «الرابطة الوطنية لمفوضي التأمين» (NAIC)، «البنك الرئيسي للاحتياطي الفيدرالي»، «مجموعة إدارة شركات فرست ستيت»، إدارة «الشؤون المالية للخدمات»، ومكتب «خدمات الهجرة والجنسية». تتقاسم وزارة الدفاع (DOD) ووكالة الاستخبارات المركزية (CIA) الطابق الخامس مع دائرة الإيرادات الداخلية. تتضمن الطوابق 46 حتى 47 معدات ميكانيكية كما كانت الطوابق الست السفلى وجزء من الطابق السابع.

### 9/11 والانهيار

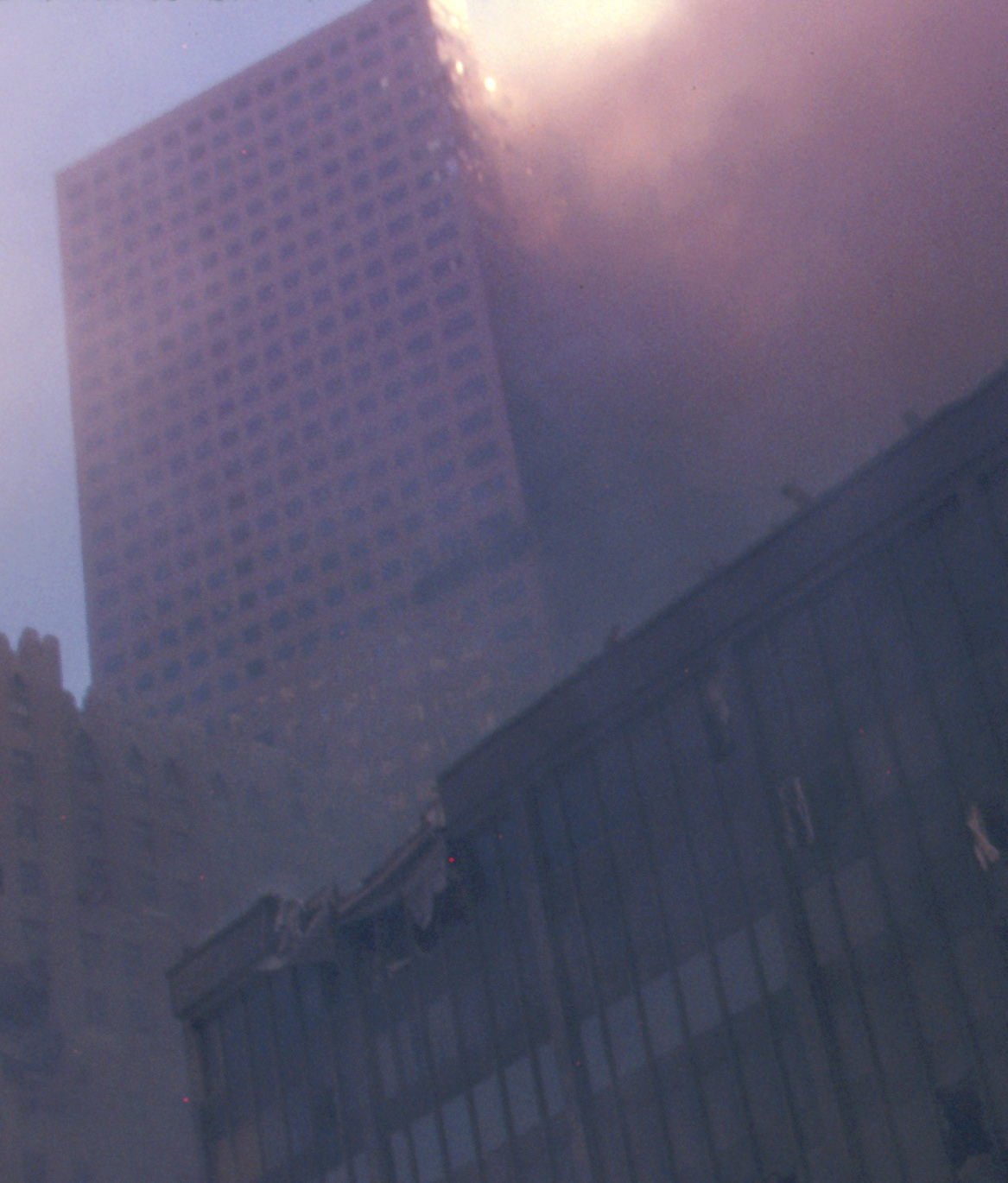
اشتعال مركز التجارة العالمي7 بعد انهيار البرجين التوأمين في 11 سبتمبر

بعد انهيار البرج الشمالي لمركز التجارة العالمي في أحداث 11 سبتمبر 2001 تساقط الحطام بقوة على مركز التجارة العالمي 7؛ مسبباً دماراً للواجهة الجنوبية للمبنى، واندلاع الحرائق التي ظلت مستمرة طوال فترة بعد الظهر. أدى الانهيار أيضاً إلى تدمير الناحية الجنوبية الغربية للمبنى بين الطابقين 7 و17، والواجهة الجنوبية بين الطابق 44 وسطح المبنى، إلى جانب بعض التدميرات الهيكلية، ومنها حدوث ثقب عميق وكبير بالقرب من مركز الواجهة الجنوبية بين الطابقين 24 و41. كان المبنى مزود بنظام الرش الآلي بالمياه، لكنه كان ملئ بنقاط الضعف التي أدت إلى فشله. فنظام الرش الآلي بالمياه يتطلب عمله البدء بالاستخدام اليدوي بدلاً من أن يكون النظام تلقائي بالكامل. أزرار التحكم الخاصة بكل طابق ذات اتصال أحادى بجهاز الرش الآلي، كما أنه يتطلب بعض القوة لأن تستطيع مضخات الحريق دفع الماء. بالإضافة إلى ذلك كان ضغط الماء منخفض، مع انعدام أو وجود القليل من الماء اللازم لتغذية جهاز الرش الآلي.
بعد انهيار البرج الشمالي دخل بعض رجال الاطفاء مركز التجارة العالمي 7 لتفقد المبنى. حاول رجال الإطفاء اخماد الحرائق الصغيرة، لكن انخفاض ضغط الماء عرقل جهودهم. على مدار اليوم أصبحت الحرائق خارج نطاق السيطرة وامتدت الحرائق إلى طوابق عديدة لمركز التجارة العالمي 7، وكان لهيب الحرائق واضح للعيان على الجانب الشرقي من المبنى. خلال فترة ما بعد الظهر امتد الحريق إلى الطوابق من 6-10، 13-14، 19-22، و29-30. أصبحت الحرائق خارج نطاق السيطرة بالتحديد في الطوابق من 7 إلى 9، و11 إلى 13. في حوالي الساعة 2 مساءً لاحظ رجال الإطفاء وجود نتوء في الركن الجنوبي من مركز التجارة العالمي 7، بين الطابقين 10 و 13، إشارةً إلى أن المبنى غير مستقر وفي طريقه إلى الانهيار. لاحظ رجال إطفاء الحريق أيضاً خلال فترة ما بعد الظهر أصوات صرير قادمة من المبنى. حوالي الساعة 3:30 مساءً قرر «دانييل نيغرو»- رئيس قسم الحرائق بنيويورك (FDNY) – وقف عمليات الانقاذ، إزالة واجهة المبنى، وعمليات البحث في الحطام بالقرب من مركز التجارة العالمي 7، إلى جانب إخلاء المنطقة بسبب المخاوف على سلامة الموظفين. في تمام الساعة 5:20:33 مساءً بتوقيت شرق الولايات المتحدة بدأ المبنى في الانهيار، إلى جانب انهيار السقيفة الميكانيكية الشرقية، وفي الساعة 5:21:10 مساءً بتوقيت شرق الولايات المتحدة انهار المبنى تماماً،  ولم تقع أي إصابات مرتبطة بالانهيار.
في مايو2002 أصدرت الوكالة الفيدرالية لإدارة الطوارئ (FEMA) تقريراً عن الانهيار بناءً على التحقيقات الأولية التي أجريت بالاشتراك مع معهد الهندسة المعمارية للجمعية الأمريكية للمهندسين المدنيين تحت قيادة د/ دبليو.جين كورلي – خبير بارز في تحقيقات انهيار المباني وقواعد البناء بالوكالة الفيدرالية لإدارة الطوارئ – الذي قدم النتائج الأولية إلى أن الانهيار لم يكن سببه في المقام الأول الأثر الفعلي للتدمير الناتج عن انهيار البرجين التوأمين لكن سببه الحرائق في الطوابق المتعددة، والتي اشتعلت نتيجة للحطام الناتج عن البرجين التوأمين، كما أنها استمرت بلا هوادة نتيجة لنقص الماء اللازم لجهاز الرش الآلي أو إطفاء الحريق اليدوي. لم يتوصل التقرير إلى حكم نهائي حول سبب الانهيار ودعا إلى مزيد من التحقيق.

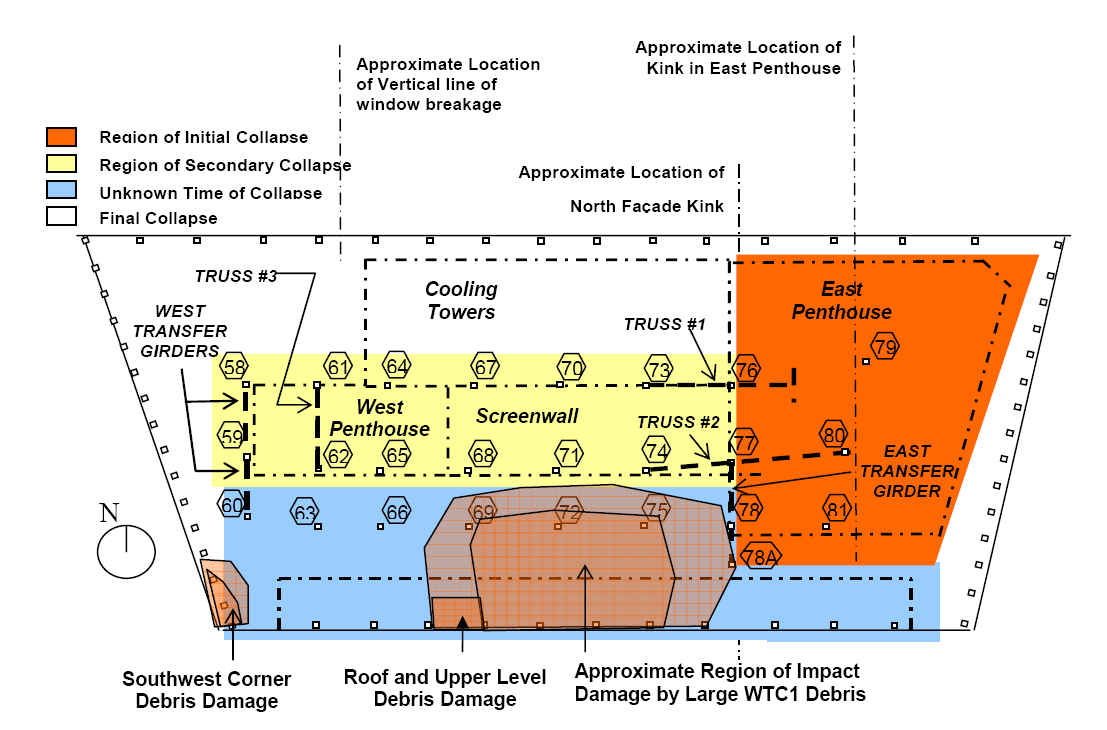
رسم تخطيطي لتطور الانهيار، ابتداءً بالانهيار الهيكلي للطوابق السفلى في الجانب الشرقي من المبنى وتطور الانهيار العمودي حتى السقيفة الميكانيكية الشرقية

تم تفويض المعهد الوطني للمعايير والتكنولوجيا (نيست) فيما بعد لقيادة التحقيق في فشل المقاومة الهيكلية وانهيار البرجين التوأمين لمركز التجارة العالمي ومركز التجارة العالمي 7. يقود التحقيق د/ اس شيام سوندر، وينفذه أصحاب الخبرات التقنية بالإضافة إلى خبرة العديد من المؤسسات الخاصة في الخارج، بما في ذلك معهد الهندسة المعمارية للجمعية الأمريكية للمهندسيين المدنيين (SEI/ASCE)، جمعية المهندسيين للوقاية من الحرائق (SFPE)، الجمعية الوطنية الأمريكية لمكافحة الحرائق (NFPA)، المعهد الأمريكي لمنشآت الصلب (AISC)، مجلس المباني الشاهقة والمساكن الحضرية (CTBUH)، واتحاد المهندسين المعماريين في نيويورك (SEAONY).
تم تأجيل الجزء الأكبر من التحقيق في مركز التجارة العالمي 7 لحين الانتهاء من التقارير حول البرجين التوأمين. في نفس الوقت قدم المعهد الوطني للمعايير والتكنولوجيا (نيست) تقريراً أولياً حول مركز التجارة العالمي 7 في يونيو 2004، وبعد ذلك أصدرت تحديثات غير منتظمة للتحقيق. وفقاً لما قاله نيست أن تأخر التحقيق في مركز التجارة العالمي7 له عدة أسباب؛ منها أن فريق عمل نيست المكلف بالتحقيق في مركز التجارة العالمي 7 تم تكليفه للعمل بدوام كامل في التحقيق في انهيار البرجين التوأمين من يونيو 2004 إلى سبتمبر 2005. في يونيو 2007 أوضح شيام سوندر «نحن نعمل بأسرع ما يمكن بينما نختبر بدقة ونقيم مجموعة واسعة من الأحداث للوصول للاستنتاج الأكثر احتمالاً وتأكيداً. في بعض النواحي يمثل تحقيق مركز التجارة العالمي 7 تحدياً – إذا لم يكن أكثر – يفوق دراسة البرجين التوأمين. ومع ذلك تستفيد الدراسة الحالية بشكل كبير بالفعل من تحقيق التقدم التكنولوجي الهام ومن التجارب المستفادة من عملنا على البرجين.»

في نوفمبر 2008 أصدرت نيست تقريرها النهائي حول أسباب انهيار مركز التجارة العالمي 7، والذي جاء بعد مسودة تقرير في 21 أغسطس 2008 حيث شمل فترة من التعليقات العامة. استغلت نيست برمجة أنسيس (Ansys) لرسم مخطط للأحداث التي انتهت إلى الشروع في الانهيار. استخدمت نيست أيضاً برمجة (LS-DYNA) لمحاكاة الاستجابة العالمية لبدء الأحداث. أكد معهد نيست أن وقود الديزل لم يكن له دور هام في الأحداث؛ فهو لم يسبب الضرر الهيكلي بسبب انهيار البرجين التوأمين، ولم تسببه أيضاً عناصر النقل (الجمالونات والعوارض والبروزات الكابولية)، لكن نقص الماء اللازم لإخماد الحريق كان عنصر فعال. خرجت الحرائق عن نطاق السيطرة خلال فترة ما بعد الظهر؛ مسببة لعوارض الأرضية الموجودة بالقرب من العمود 79 بالتمدد مما سبب دفع جمالون رئيسي عن مكانه، وانهيار الطوابق من 8 إلى 14 حول العمود 79. انحنى عمود 79 نتيجة لفقد الدعم الجانبي عبر 9 طوابق، ساحباً السقيفة الشرقية والأعمدة القريبة لتنهار معه. بسبب التواء تلك الأعمدة الهامة انهار المبنى من الشرق إلى الغرب عبر الوسط، وفي النهاية زادت الأحمال على الدعامة الخارجية التي انحنت بين الطابقين 7 و17، مسببة الجزء المتبقي من المبنى أعلاه في الهبوط لأسفل كوحدة واحدة. الحرائق التي تغذيها محتويات المكاتب بالإضافة إلى نقص الماء هي الأسباب الرئيسية للانهيار.

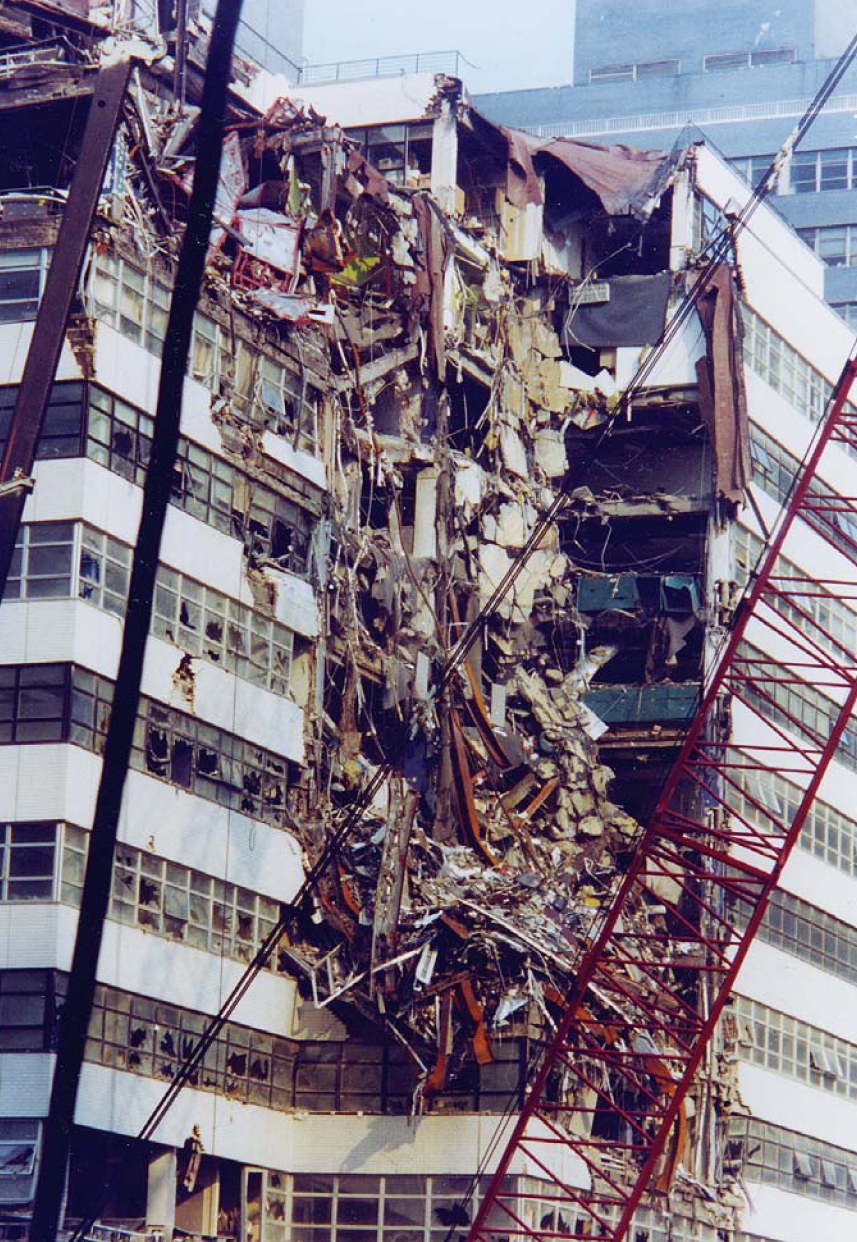
لحقت أضرار بالغة بمبنى فترمان التابع لكلية المجتمع بمدينة مانهاتن نتيجة انهيار مركز التجارة العالمي7.

عند انهيار مركز التجارة العالمي 7 تسبب الحطام في التدمير الجوهري والتلوث لمبنى ساحة فترمان الخاص بكلية المجتمع بمدينة مانهاتن – الذي يقع بالقرب من 30 غرب برودواي – إلى درجة أن المبنى لم يعد قابل للإنقاذ. دعت خطة منقحة إلى إزالة المبنى في 2009 وإتمام بناء مبنى فترمان الجديد في 2012 بتكلفة تبلغ 325 مليون دولار. كما يوجد بجواره مبنى فيريزون الخاص بالآرت ديكو، بُنى في عام 1926، وتسبب انهيار مركز التجار العالمي 7 في حدوث أضرار بالغة لواجهته الشرقية، برغم ذلك توافرت القدرة على استعادته بتكاليف تبلغ 1.4 بليون دولار أمريكي.
كان تم الاحتفاظ بالملفات المتعلقة بالتحقيقات الفيدرالية الهامة في مركز التجارة العالمي 7. تم تدمير الملفات الخاصة بآلاف الحالات من مجلس الأوراق المالية الأمريكي (SEC)، لكنه أكد أن معظم الملفات الهامة كان لها نسخ احتياطية أو يمكن تنظيمها من جديد. فقدت شركة «سالومون براذرز» – التابعة لسيتي غروب – مستندات طلبها مجلس الأوراق المالية الأمريكي بشأن اتصالها بفضيحة وورلدكوم. قدرت لجنة فرص العمل المتساوية أكثر من 10,000 حالة تأثرت بالانهيار. فقد أيضاً جهاز الخدمة السرية مستندات التحقيق الموجودة بأكبر المكاتب الميدانية في الانهيار، فذكر أحد عملاء الخدمة السرية «كل الأدلة التي تم الاحتفاظ بها في مركز التجارة العالمي 7 – في كل الحالات لدينا - ضاعت وسط أنقاض المبنى.»
لم يجد معهد نيست أي دليل يدعم نظريات المؤامرة التي تزعم أن انهيار مركز التجارة العالمي 7 كان مدبر من شركة الهدم الموجَه المحدودة (CDI). على وجه التحديد نمط انكسار النوافذ وأصوات الانفجار التي تنتج من استخدام المتفجرات لم يكن ملحوظ. استبعدت نيست احتمال وجود مادة تفاعلها يسبب الاحتراق كتفاعل الثرميت كانت تستخدم بدلاً من الانفجارات بسبب ملاحظات اندلاع الحريق واستجابة البنية الهيكلية لتلك الحرائق، ولأنه من غير المرجح أن يتم زرع الكمية اللازمة من تلك المادة دون اكتشافها.
المبنى القديم لمركز التجارة العالمي 7 هو أول مبنى شاهق ينهار في الأساس بسبب الحرائق الخارجة عن السيطرة. بناءً على التحقيقات كررت نيست العديد من التوصيات التي قدمتها في تقريرها السابق على انهيار البرجين التوأمين، كما حثت على اتخاذ إجراءات فورية في توصية أخرى وهي: ينبغي تقييم مقاومة الحريق على افتراض أن أجهزة الرش الآلي غير متوفرة، وأخذ تأثير التمدد الحراري على أنظمة الدعم الأرضية في الاعتبار. إدراك أن قوانين البناء الحالية يتم سنها على أساس منع الخسائر في الأرواح فضلاً عن انهيار المبنى. المغزى من توصيات نيست أن المباني لا ينبغي أن تنهار بسبب الحريق حتى وإن كانت أجهزة الرش الآلي غير متوفرة.

## المبنى الحالي لمركز التجارة العالمي7 (2002-حالياً)

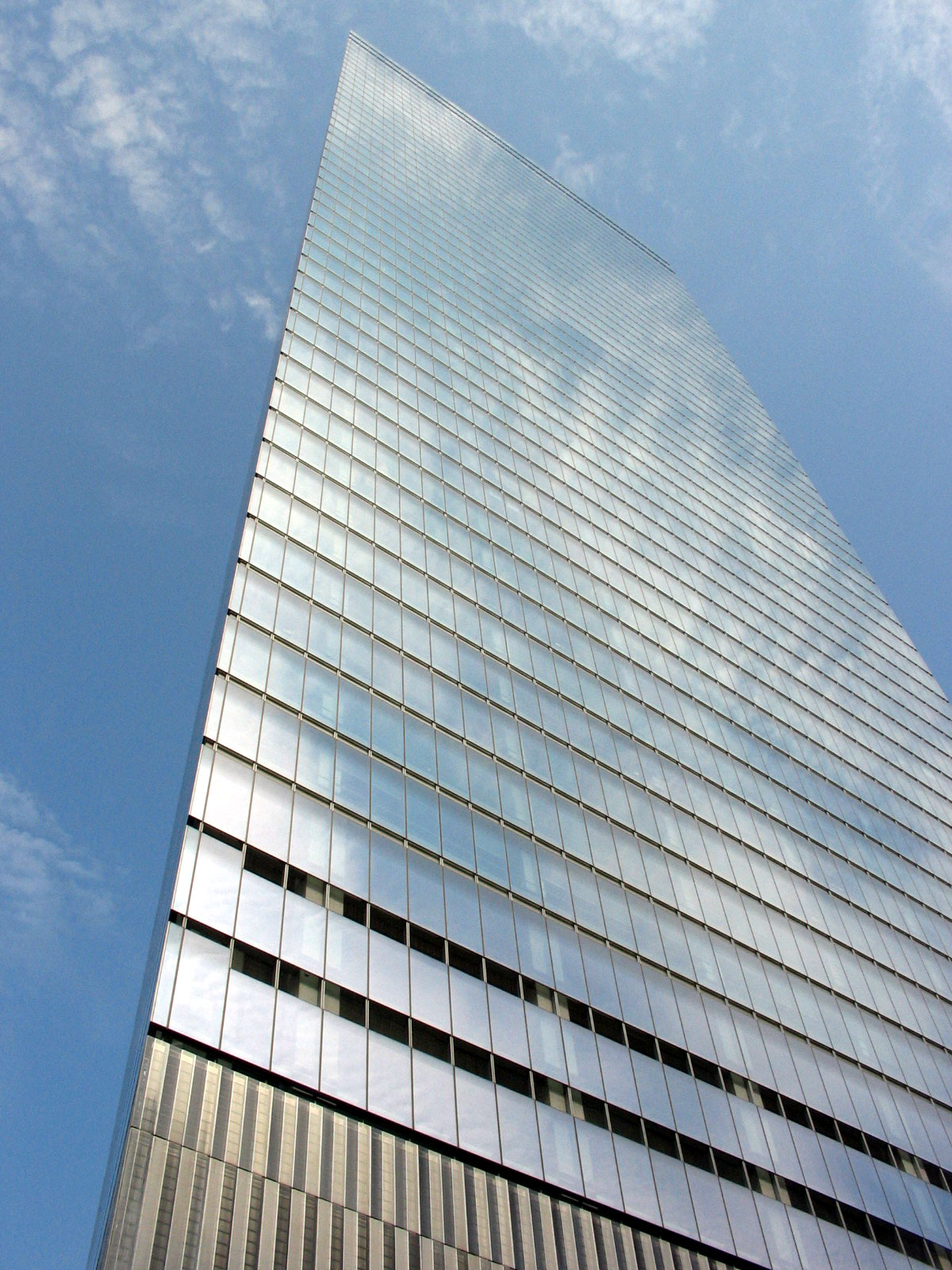
المبنى الجديد لمركز التجارة العالمي7.

يبلغ عدد طوابق المبنى الحالي لمركز التجارة العالمي 7 52 طابق وطوله 741 قدم (226 متر). يوجد بالمبنى 42 طابقاً من المساحات القابلة للتأجير ابتداءً من الطابق الحادي عشر بمساحة تبلغ 1,700,000 قدم مربع (160,000 متر مربع) من المساحات المكتبية. تشتمل الطوابق العشر الأولى على محطة كهرباء فرعية والتي توفر الكهرباء لمساحة كبيرة من مانهاتن السفلى. بُنى البرج المكتبي على مساحة من الأرض أقل من سابقتها بحيث يمكن استعادة مسار شارع غرينيتش ليعود شارع تريبيكا والحى المالي كوحدة واحدة.

### التصميم
تعاون ديفيد شيلدز – الذي يعمل لحساب شركة سكيدموري، أوينغس وميريل – مع فنان ومصمم الزجاج «جيمس كاربنتر» لتصميم زجاج فائق الشفافية يحتوى على نسبة قليلة من الحديد لتوفير الانعكاسية والضوء، بالإضافة إلى عروة العقد (الطلاء) الفولاذية المقاومة للصدأ خلف الزجاج للمساعدة في عكس ضوء الشمس. المادة الفولاذية المقاومة للصدأ المستخدمة في واجهة المبنى هي الموليبدينوم المحتوي على السبيكة نوع 316 حيث يوفر مقاومة أفضل للتآكل. تم تزويد قاعدة المبنى بسور مغطى بكوات مقاومة للصدأ وذلك لإحاطة محطة كهرباء فرعية وتحسين جمالياتها، كما أنها توفر التهوية للآلات. خلال النهار يعكس الحائط الساتر الضوء بينما في الليل يكون مضاء بأضواء زرقاء من صمام ثنائي باعث للضوء. الحائط الساتر حول الرواق مُزوَّد بزجاج مُرقَّق بشكل كبير، كما أنه مقاوم للحرارة بالدرجة التي تناسب المعايير العالية لمقاومة الانفجار. يوجد فوق الردهة أيضاً مصدر للضوء على شكل مكعب كبير يبعث ضوء أزرق في الليل بينما في النهار يوفر الضوء الأبيض في الردهة، وعند الغسق يتحول الضوء إلى اللون البنفسجي ومنها إلى الأزرق. صمم «جيني هولزر» داخل البهو الرئيسي مصدر ضوئي كبير مثبت مع نص متوهج يتحرك عبر لوحات بلاستيكية واسعة. يبلغ عرض الجدار بأكمله 65 قدم (20 متر) وطوله 14 قدم (4.3 متر)، كما يغير الجدار لونه وفقاً لوقت اليوم. عمل هولزر مع «كلارا سيلفرشتاين» – زوجة «لاري سيلفرشتاين» - لاختيار الشعر الخاص بالتنصيبية. يخضع الجدار هيكلياً لحراسة مشددة كإجراء أمني.
تمت ترقية المبنى ليصبح ناطحة سحاب الأكثر أمناً في الولايات المتحدة. وفقاً لشركة استثمار عقارات «سيلفرشتاين» – صاحب المبنى – فإن المبنى سوف يتضمن مجموعة من التحسينات لسلامة الحياة، والتي ستصبح النموذج الأمثل للمباني الجديدة شاهقة الارتفاع. يحتوي المبنى على ممرات طلوع السلم ومصعد مقاوم للحرائق بخرسانة مسلحة يبلغ سمكها 2 قدم (60 سم). كان المبنى القديم يستخدم الجدار الجاف لصف تلك الأعمدة، كما أن السلالم أوسع مما كانت عليه في المبنى القديم للسماح بخروج أسرع.
مركز التجارة العالمي 7 مُزَوَّد بمصاعد اوتيس لتحديد الوجهة. بعد الضغط على رقم الطابق المتجه إليه على لوحة التحكم الموجودة في الردهة يتم تجميع الركاب وتوجيههم إلى مصاعد محددة تتوقف عند الطابق المطلوب (لا يوجد أزرار للضغط عليها بداخل المصعد). تم تصميم هذا النظام لتقليل انتظار المصاعد ووقت اجتياز المسافة. تم دمج نظام المصعد مع الباب الدَّوَّار الموجود بالردهة ونظام قارئ البطاقات الذي يحدد الطابق الذي يعمل به الشخص أثناء دخوله أو دخولها ويستطيع استدعاء المصعد تلقائياً لهذا الطابق.
يحتوي حوالي 30% من الصلب الهيكلي المستخدم في المبنى على صلب مُعاد تصنيعه. يتم تجميع ماء المطر لاستخدامه في رى الحديقة وتبريد المبنى. بالإضافة إلى ميزات التصميم المستدامة الأخرى تم تصميم المبنى ليسمح بدخول كثير من الضوء الطبيعي، كما تم تركيب عدادات الكهرباء للمستأجرين لتشجيعهم على الحفاظ على الكهرباء، كما تم إعادة استخدام بخار جهاز التدفئة لتوليد بعض الكهرباء للمبنى، وتستخدم المواد المُعاد تدويرها في العزل والمواد الداخلية.

### التشييد

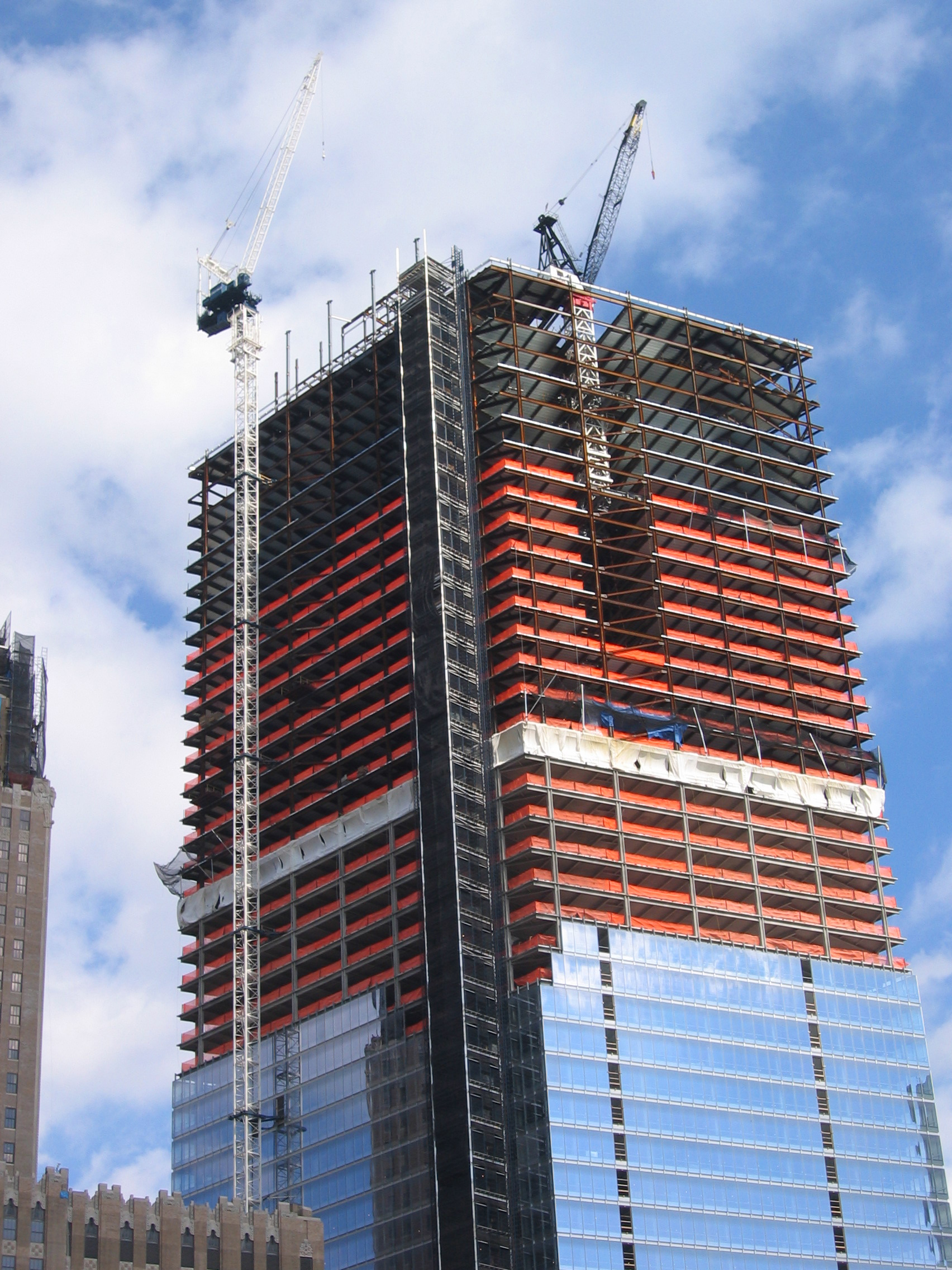
إنشاء مركز التجارة العالمي 7 في أكتوبر 2004.

في 7 مايو 2002 بدأ إنشاء المبنى الجديد لمركز التجارة العالمي 7، بدءاً بتركيب سياج حول موقع البناء. بدأت شركة تشمان للتشييد بنيويورك عملها في مركز التجارة العالمي 7 عام 2002 مباشرةً بعد تنظيف الموقع من الحطام. كان يمثل استعادة محطة الكهرباء الثانوية (كون إيد) أولوية ملحة لتلبية احتياجات الكهرباء لمانهاتن السفلى. نظراً لأن مركز التجارة العالمي7 منفصل عن موقع مركز التجارة العالمي الذي يبلغ مساحته 16 فدان (6.5 هكتار)، كان على لاري سيلفرشتاين طلب الموافقة من هيئة الموانئ، كما أن إعادة البناء كانت في طريقها للانتهاء سريعاً. لم يكن المبنى السابع مدرج في الخطة الأصلية لدانيال ليبسكند لمركز التجارة العالمي الأساسي، لكن صممته شركة سكيدموري، أوينغس وميريل تحت قيادة ديفيد شيلدز الذي أعاد تصميم مركز التجارة العالمي 1 بشكل كبير.
استمر العمل في بناء البرج المكتبي بمجرد الانتهاء من بناء محطة الكهرباء الثانوية في أكتوبر عام 2003. كان يُتبع نهج غريب في إنشاء المبنى؛ فيبدأ بإنشاء إطار من الصلب قبل إنشاء خرسانة في مركز المبنى، إلا أن هذا النهج سمح بالانتهاء من الجدول الزمنى للبناء قبل موعده ببضعة أشهر. اكتمل البناء عام 2006 بتكلفة تبلغ 700 مليون دولار. بالرغم من استلام سيلفرشتاين 861 مليون دولار من التأمين على المبنى القديم، لكنه لا يزال عليه دفع 400 مليون دولار للرهن العقاري. تم تغطية التكاليف اللازمة لإعادة البناء بمبلغ يصل إلى 475 مليون دولار في سندات الحرية التي توفر التمويل المعفي من الضرائب، وذلك للمساعدة في تحفيز إعادة بناء المبنى في مانهاتن السفلى واستثمار أموال التأمين المتبقية بعد التكاليف الأخرى.
تم إنشاء حديقة ذات شكل هندسي مثلث تبلغ مساحتها 15,000 قدم مربع (1,400 متر مربع)، تقع بين امتداد شارع غرينيتش وغرب برودواي، وأنشأها ديفيد شيلدز بالتعاون مع كين سميث وزميلته – آني واينماير – لكين سميث مهندس المناظر الطبيعية. يضم المتنزه ساحة مركزية مفتوحة تحتوي على نافورة، وبساتين محيطة من أشجار العبهر، وشجيرات خشب البقس. في منتصف النافورة ابتكر النحات جيف كونز بالون على شكل زهرة لونها أحمر، ومرآتها المصقلة المقاومة للصدأ تجعلها تبدو كبالون لولبي في شكل زهرة.

### الافتتاح

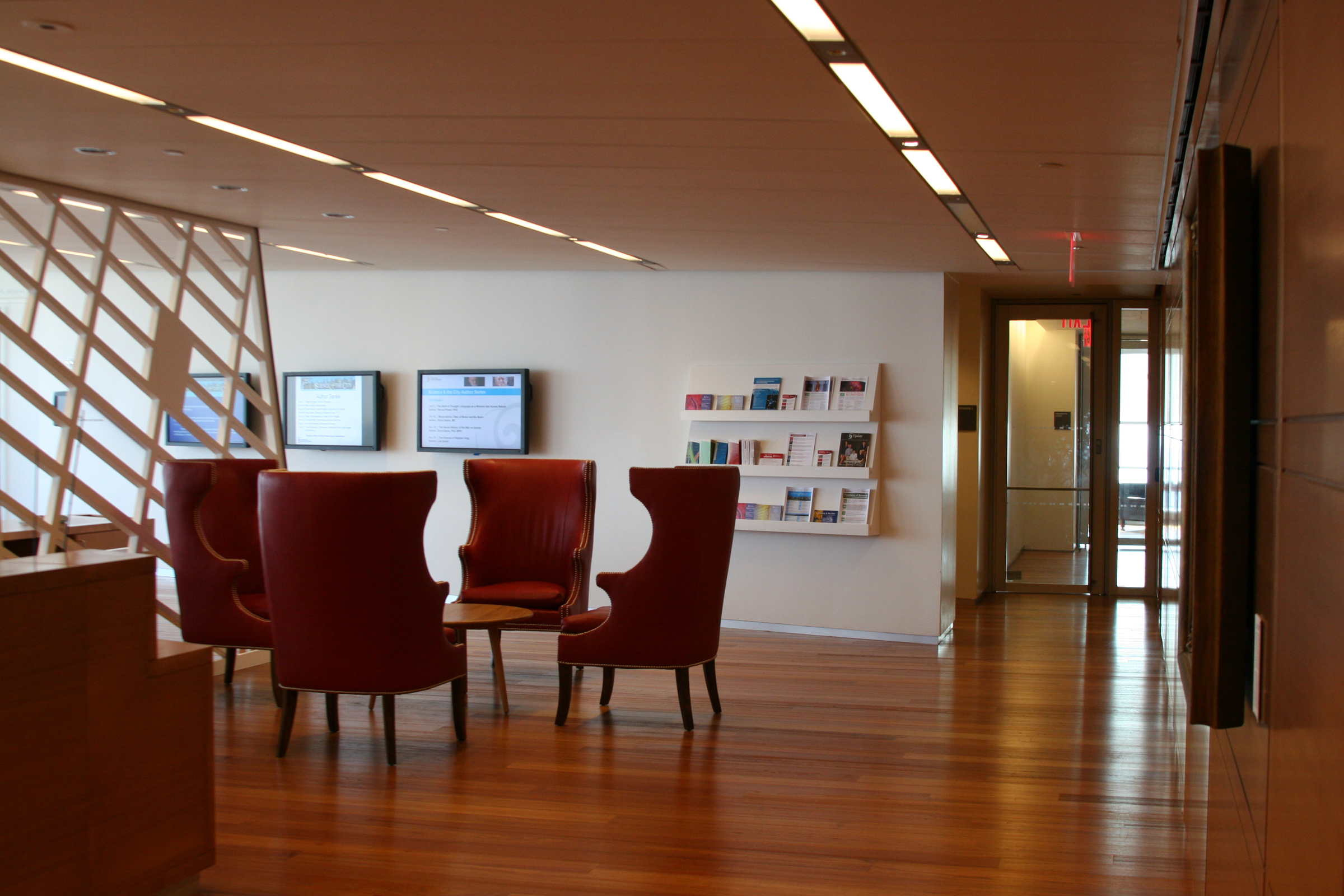
مكتب أكاديمية نيويورك للعلوم (الردهة) في الطابق ال 40

خطط أولية لإعادة بناء مركز التجارة العالمي.

افتُتح المبنى رسمياً في ظهر يوم 23 مايو 2006، وصاحب الافتتاح حفل موسيقى يضم سوزان فيجا، سيتيزن كوب، بيل وير فايبس، برازيلين جيرلز، فرقة أولابيلي، فرقة ابنة الفرعون، رونان تينان (من مطربي التينور الأيرلندي)، والضيف الخاص لو ريد. تم استخدام واجهة مركز التجارة العالمي7 والردهة في مشاهد لفيلم «غريب تماماً» بطولة هالي بيري وبروس ويليس قبل افتتاح المبنى في مارس 2006.
منذ افتتاح المبنى وقد استخدمت العديد من الطوابق العليا غير المؤجرة لمناسبات مثل وجبات غداء خيرية، عروض الأزياء، وحفلات ربطة العنق السوداء. أتاحت شركة استثمار عقارات شيلفرشتاين المكان في المبنى لإقامة مثل هذه المناسبات كوسيلة لجذب الزوار لرؤية المبنى. في الفترة بين 8 سبتمبر و7 أكتوبر 2006 تم عرض أعمال المصور «جوناثان هيمان» في «المشهد الأمريكي»، وهو معرض مجاني تم استضافته من قبل المؤسسة التذكارية لمركز التجارة العالمي 7. حصلت الصور على إعجاب الزوار في مدينة نيويورك وعبر الولايات المتحدة بعد أحداث 11 سبتمبر 2001. شغل المعرض الطابق ال45 بينما ظلت المساحة المتبقية متاحة للإيجار.
بحلول مارس 2006 تم تأجير 60% من المبنى. في سبتمبر 2006 وقعت مؤسسة موديز عقد إيجار لمدة 20 عاماً لتأجير 15 طابق من مركز التجارة العالمي 7. تتضمن قائمة المستأجرين الآخرين الموقعين على عقود الإيجار في مركز التجارة العالمي 7، اعتباراً من مايو 2007، بنك ابن عمرو، شركة أمريبرايز فاينانشال، داربي وداربي للاتصالات البرمجية Darby & Darby P.C. الشركة ذات المسؤولية المحدودة مانسيتو فينتشرزMansueto Ventures ، ناشر أعمال مجلة فاست كومباني ومجلة إينك (Inc.)، وأكاديمية نيويورك للعلوم.
تم تصميم المساحة التي شغلتها شركة مانسيتو فينتشرز Mansueto Ventures على أساس خطة الطابق المفتوح لتسمح باستغلال أكبر كم من الضوء الطبيعي. صممت الشركة المعمارية المشتركة الثالثة لهاج هاردي المساحة التي شغلتها أكاديمية نيويورك للعلوم الموجودة بالطابق ال40 على أساس الشكل الهندسي متوازي الأضلاع. تماشياً مع التصميم الأخضر للمبنى تستخدم أكاديمية نيويورك للعلوم المواد المعاد تدويرها في العديد من أثاث المبنى، كما خصصت أماكن للتدفئة والتهوية. تستخدم الأكاديمية أيضاً الأضواء التي ترصد الحركة، والتي تصدر تلقائياً عندما يتواجد أشخاص، كما يتم ضبطها وفقاً لضوء الشمس الوارد.
تمتلك شركة استثمار عقارات سيلفرشتاين مكاتب وأجنحة فضية لأجنحة المكاتب التنفيذية في مركز التجارة العالمي 7، بالإضافة إلى المساحات المكتبية التي تستخدمها الشركات الهندسية والمعمارية العاملة في مركز التجارة العالمي 1، 150 شارع غرينيتش، 175 شارع غرينيتش، و200 شارع غرينيتش. أصبح المبنى مؤجر بالكامل في سبتمبر 2011، عندما أفادت التقارير أن شركة MSCI قد استأجرت مساحة 125,000 قدم مربع في الطابق العلوي.
| مركز التجارة العالمي 1            |
| مركز التجارة العالمي 2            |
| مركز التجارة العالمي 3            |
| مركز التجارة العالمي 4            |
| مركز التجارة العالمي 5            |
| مركز التجارة العالمي 7            |
| النصب التذكاري والمتحف            |
| نصب تذكاري ومتحف 11 سبتمبر القومي |
| وسيلة النقل                       |
| مركز التجارة العالمي للنقل هوب    |

## وصلات داخلية
- حركة الحقيقة لهجمات 9/11

## وصلات خارجية
- الموقع الرسمي لمركز التجارة العالمي
- شركة استثمار عقارات سيلفرشتاين
- الأجنحة الفضية لأجنحة المكاتب التنفيذية
- مركز التجارة العالمي 7 على قائمة مجلس المباني الشاهقة والمساكن الحضرية في مركز ناطحات السحاب
- فيديو اللحظات الأخيرة للانهيار من قناة نيويورك الأولى [الإنجليزية]